# Motupuakaka
Motupuakaka – niewielka wyspa położona na Oceanie Spokojnym, w archipelagu Tuvalu, w południowo-wschodniej części atolu Nui.